# Philip Arp
Philip Arp (* 27. Februar 1929 in München; † 17. Februar 1987 ebenda; wirklicher Name Hermann Fischer) war ein deutscher Schauspieler, Kabarettist, Autor und Theater-Regisseur.

## Leben
Philip Arp wurde 1929 als das sechste Kind eines Schuhmachermeisters im Münchner Stadtteil Au geboren, nur 400 Meter vom Geburtshaus des Humoristen Karl Valentin entfernt.
Als 16-Jähriger Ministrant in der Mariahilfkirche fand er nach den Luftangriffen vom 25. April 1944 das bis auf die Beine verbrannte Kruzifix aus der 1817 abgebrochenen Heilig-Kreuz-Kapelle, das bis dahin an einer Fassade befestigt war. Er brachte das Kreuzfragment zu sich nach Hause und „bekleidete“ es mit einem Kartoffelsack, einem Strick und einem weißen Leintuch. Außerdem versah er es mit einem Text, in dem er dem Kreuz seinen Frieden wünschte.
Nach abgebrochenem Gymnasiumsbesuch nahm Arp Gesangs-, Instrumental- und Schauspielunterricht. In den 1950er und 1960er Jahren trat er als Operettensänger an der „Komischen Oper München“ und als Puppenspieler und Pantomime auf. 
1959 heiratete er seine Bühnen- und Lebenspartnerin Anette Spola. 
1970 eröffneten Philip Arp und Anette Spola das „Theater am Sozialamt“ (kurz TamS) in einem eigentlich zum Abbruch bestimmten städtischen Brausebad neben dem Schwabinger Sozialamt. 
1971 veranstalteten Arp und Spola ihren ersten Valentinaden-Abend, von Arp selbst geschriebene Szenen in der Art Karl Valentins. Dieses Programm brachte für Arp und das TamS den Durchbruch. Von 1973 bis 1976 entstand jedes Jahr ein weiteres Valentinaden-Programm, das in Funk und Fernsehen gesendet wird und mit dem Arp und Spola auch auf Tournee gingen. 
1978 spielte Arp zusammen mit Jörg Hube in dem Zwei-Personen-Stück Nepal von Urs Widmer an den Münchner Kammerspielen. 
1979 trat Arp in dem Stück Stan und Ollie in Deutschland von Urs Widmer wiederum mit Jörg Hube als Partner auf. Der Autor schrieb das Stück den beiden Darstellern auf den Leib und führte im TamS auch selbst Regie. 
Er hatte mehrere Auftritte in der Kabarettsendung Scheibenwischer und in der Serie Fast wia im richtigen Leben von Gerhard Polt. 
1981 hatte Arp eine Gastrolle an den Münchner Kammerspielen in Kein Platz für Idioten von Felix Mitterer. 
1982 spielte er in mehreren Fernsehspielen u. a. in Fünf letzte Tage von Percy Adlon. 
Im gleichen Jahr traten Arp und Spola anlässlich der 1200-Jahr-Feier Schwabings im „Schwabinger Bräu“ zusammen mit Gerhard Polt, den Biermösl Blosn und anderen Mitwirkenden auf. 
1984 spielte er die Rolle des Hausbesetzers in dem Stück Ins Sprungtuch wird nicht gesprungen. Den Hausbesitzer spielte Otto Grünmandl. 
1985 trat Arp trotz schwerer Erkrankung bei der Protestaktion „Rettet den Hofgarten“ gegen den Bau der Bayerischen Staatskanzlei ein letztes Mal in der Öffentlichkeit auf. 
Philip Arp starb 1987 nur zehn Tage vor seinem 58. Geburtstag und ruht auf dem Münchner Nordfriedhof.
Im November 2007 wurde im Valentin-Karlstadt-Musäum in München eine Ausstellung zum 20. Todestag von Philip Arp eröffnet.
Sein Nachlass befindet sich in der Monacensia im Hildebrandhaus. Bisher (Oktober 2019) wurde der Nachlass noch nicht erschlossen und ist nicht zugänglich.

## Preise und Auszeichnungen
- 1973 Förderpreis für Literatur der Stadt München
- 1978 Schwabinger Kunstpreis
- 1983 Ernst-Hoferichter-Preis der Stadt München (Laudator: Gerhard Polt)

## Eigene Stücke
- Das Klavier im Kuhstall 1956
- Prinz Gong, Bärenreiter-Verlag 1958
- Valentinaden 1971–1976 Theater am Sozialamt
- Baierisch-Sprachkurs 1974 Theater im Fraunhofer
- Zum Runden Eck 1976
- Des Sängers Fluch – bis Montag ganz 1977
- Mord am Nationaltheater 1978 Theater am Sozialamt
- Bavaria Loas 1979 Münchner Theaterfestival
- Originalsprengung 1985

## Bücher
- Keine Auskunft von Philip Arp. Szenen, Geschichten, Gedichte und Collagen. Habbel, Regensburg 1980, ISBN 3-7748-0365-X.
- Hiermit gebe ich nichts bekannt. Verse, Vorträge, Valentinaden. Herausgegeben von Anette Spola u. a. Hugendubel, München 1988, ISBN 3-88034-370-5 (mit ausführlicher Biographie).

## Tonträger
- Hiermit gebe ich nichts bekannt. Szenen, Vorträge, Valentinaden Köln 1998 (1 CD)